# Bahnhof Tulle

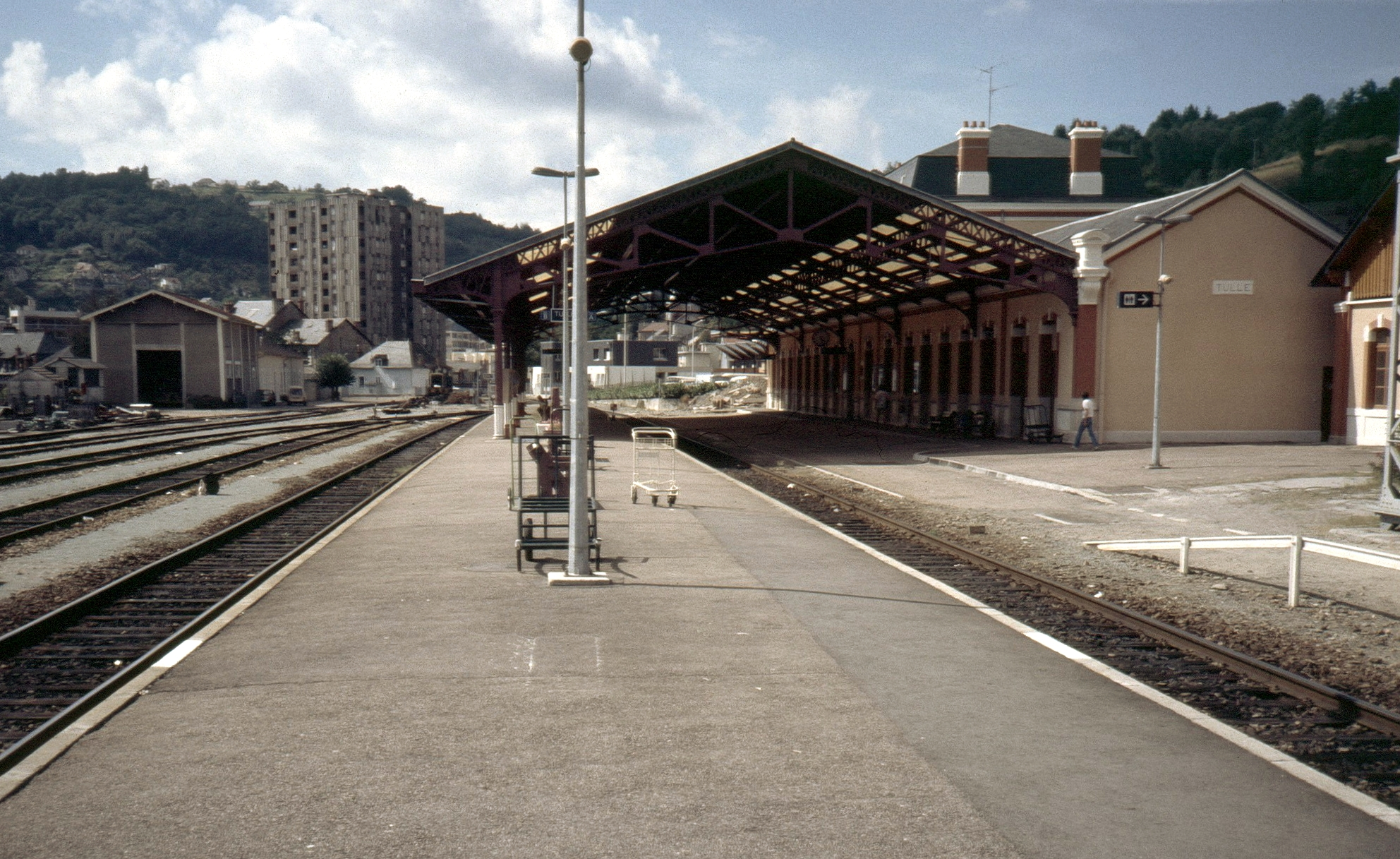
Bahnhof Tulle 1987 von Süden mit den Gleisen 1 (rechts) und 2 (links des Bahnsteigs), vor dem Empfangsgebäude die Trasse des Gleises b der ehemaligen Schmalspurbahn

Der Bahnhof Tulle ist ein Spitzkehrenbahnhof in Tulle im Südwesten Frankreichs, wo sich die regelspurige Bahnstrecke Coutras–Tulle von Coutras und die Bahnstrecke Tulle–Meymac nach Meymac (nahe Ussel) gabeln. Bis 1969 war er zugleich Durchgangsbahnhof eines schmalspurigen, 95 km langen, Y-förmigen Netzes mit den Endpunkten Uzerche, Treignac und Argentat. In dieser Konfiguration stellte der Bahnhof Tulle eine Besonderheit dar.

## Geschichte

Empfangsgebäude um 1910

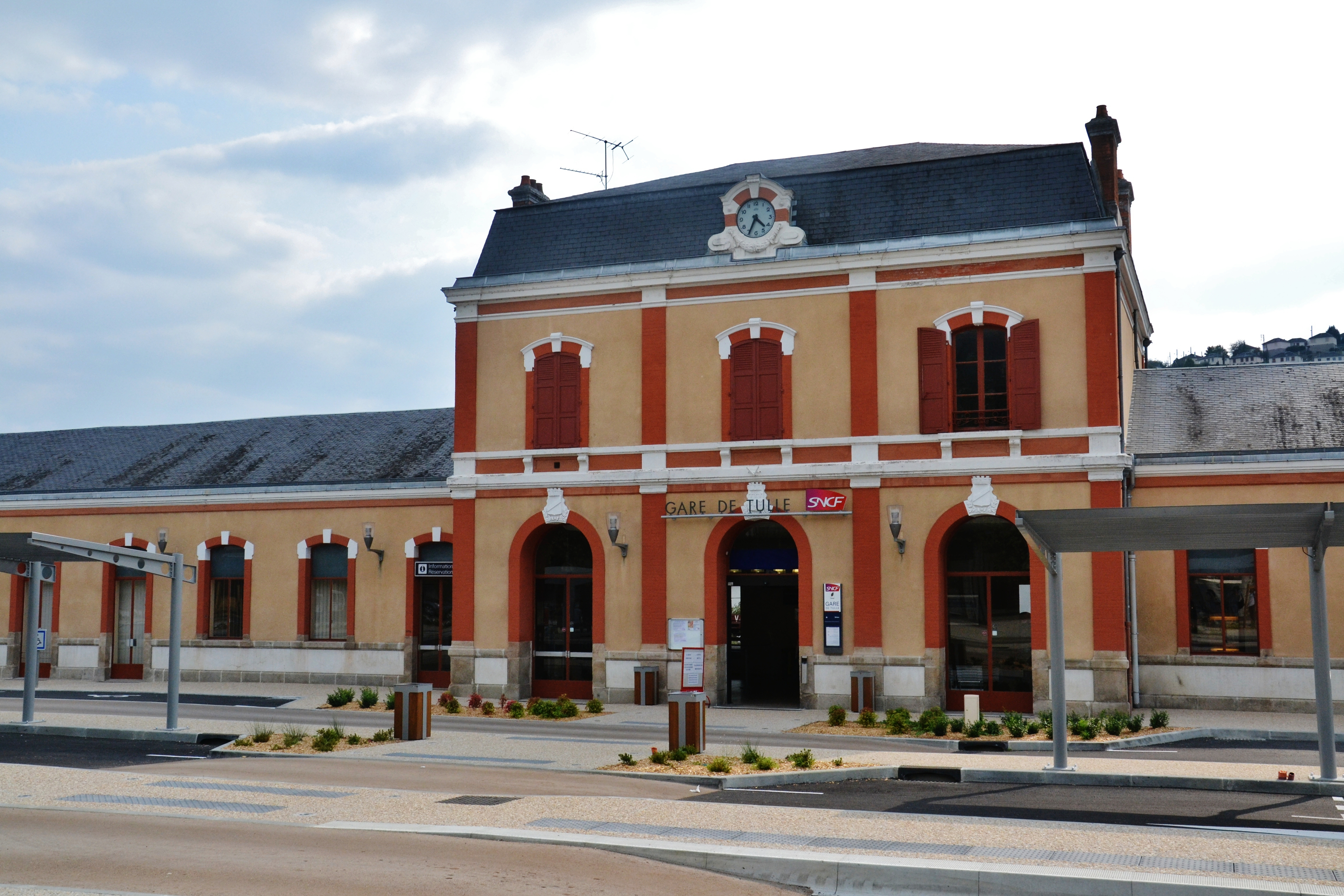
Empfangsgebäude im Jahr 2012

Am 20. August 1871 wurde der Abschnitt von Brive nach Tulle durch die Eisenbahngesellschaft Compagnie du chemin de fer de Paris à Orléans (P.O.) eröffnet. Die Verlängerung der Strecke von Tulle nach Meymac ging am 19. September 1880 in Betrieb.
Die Société de Construction des Batignolles errichtete Anfang des 20. Jahrhunderts im Département Corrèze ein Netz mit der Spurweite 1000 mm (Meterspur), dessen Betreiber die PO-Corrèze (POC), ein Tochterunternehmen der P.O., wurde. Die Stammstrecke war in etwa senkrecht zur bestehenden Strecke angelegt, in Tulle – zugleich Betriebsmittelpunkt – trafen beide Bahnen aufeinander. Am 14. Februar 1904 wurde der Abschnitt Tulle–Argentat in Betrieb genommen, die Strecke nach Uzerche folgte am 30. Juni jenes Jahres.
Zwischen 1912 und 1960 kamen auch Fahrzeuge der meterspurigen Kleinbahn Tramways de la Corrèze nach Tulle. Diese zweigte in Saint-Bonnet-Avalouze von der POC-Strecke nach Argentat ab, ihr Nordast führte ebenfalls nach Ussel.
Der Personenverkehr der Schmalspurbahn wurde am 3. November 1969 eingestellt, am 31. Mai 1970 auch der Güterverkehr. 1972 wurde deren Netz offiziell stillgelegt.

## Beschreibung

Bahnsteig zwischen dem Stumpfgleis c (mit Dampfzug) und Gleis a sowie durch die Halle führendes Durchgangsgleis b, um 1910

Der Bahnhof Tulle liegt von Brive aus gesehen bei km 173,4, von Meymac her bei km 597,0. Im ersten Fall beginnt die Kilometrierung in Coutras, im zweiten im Pariser Bahnhof Gare d’Austerlitz. Beide Strecken führen von Südosten her in die Bahnhofsanlage, wo durchgehende Züge wenden müssen.
Aufgrund der beengten Platzverhältnisse in Tulle, und um nicht unnötig die regelspurigen Gleise zu kreuzen, wurde das Streckengleis der Schmalspurbahn unter die Bahnhofshalle an den 93 m langen Hausbahnsteig gelegt. Es hatte die Bezeichnung „b“, wie alle Meterspurgleise im Bahnhof wurde es mit einem Kleinbuchstaben bezeichnet. Gleis a war ein kurzes Abstellgleis, die Gleise c und d Stumpfgleise auf der Nordseite des Empfangsgebäudes.
Die beiden Personengleise 1 und 2 der Regelspur rahmen den 152 m langen Mittelbahnsteig ein, der die tragenden Säulen der Bahnhofshalle aufnimmt. Auf dem im Hallenbereich liegenden Gleis 1 wenden die Züge der Relation Brive–Meymac–Ussel, die Züge der Gegenrichtung befahren das Gleis 2. Parallel südwestlich zu jenen liegen sieben Regelspurgleise (Gleise 4 bis 16, nur gerade Nummern), die vor allem dem Kehren von Güterzügen und dem Abstellen von Wagen dienten. Der Güterbahnhof befand sich auf der anderen Seite der Gleisharfe, südöstlich des Empfangsgebäudes. Dort waren die Meterspurgleise f und g von den Regelspurgleisen 3 und 5 – teilweise überdacht – eingerahmt, was das Umladen von Wagen zu Wagen erlaubte. Zudem gab es zwischen den Gleisen g und 9 eine gemauerte Umladehalle. An der Ladestraße für beide Spurweiten stand ein Kran für sechs Tonnen Nutzlast, später kam ein Portalkran für den Umschlag von Containern hinzu. Ergänzt wurde die Anlage durch einen Güterschuppen und einen Viehbahnsteig. Die Gleisanlagen beider Bahnen waren – von Gleiskreuzungen abgesehen – weitgehend voneinander getrennt, lediglich an der Nordostseite der Ladestraße befand sich ein Vierschienengleis.
Für das Drehen der regelspurigen Schlepptender-Dampflokomotiven existierte eine Drehscheibe mit einem Durchmesser von 17,50 m. Da die meisten Züge Tulle nur passierten, genügte ein dreigleisiger Lokschuppen für den Aufenthalt von Lokomotiven. Zuständig für deren Unterhalt waren die Betriebswerke Brive und Ussel. Da in Tulle die Fahrtrichtung gewechselt wurde, kamen in Richtung Brive bevorzugt schnellere Schlepptenderlokomotiven zum Einsatz, während auf der gewundenen Strecke nach Ussel häufig Tenderloks verkehrten.
Das Bahnbetriebswerk der Schmalspurbahn lag etwa 800 m abseits zwischen den Regelspurstrecken nach Brive und Meymac, unmittelbar hinter der Unterquerung letzterer durch das Meterspurgleis in Richtung Argentat. Es wies einen sechsständigen Lokschuppen und eine Drehscheibe (Durchmesser 5 m) auf. Das dortige große Kohlendepot lag zwischen Stumpfgleisen beider Spurweiten, das regelspurige zweigte von der Strecke nach Brive ab. Die Behandlung der Schmalspurfahrzeuge erfolgte daher auch im Bahnhofsbereich, wo sich zwischen den Gleisen b und c eine Zapfsäule für die Dieseltriebwagen befand.

## Fahrzeuge

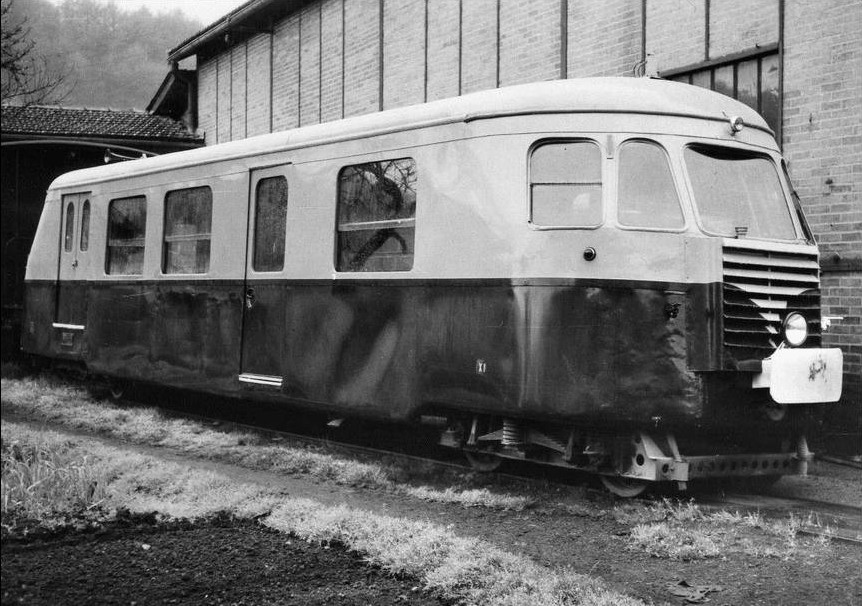
Schmalspur–Dieseltriebwagen des Typs Billard A 80 D der Tramways de la Corrèze im Betriebswerk Tulle

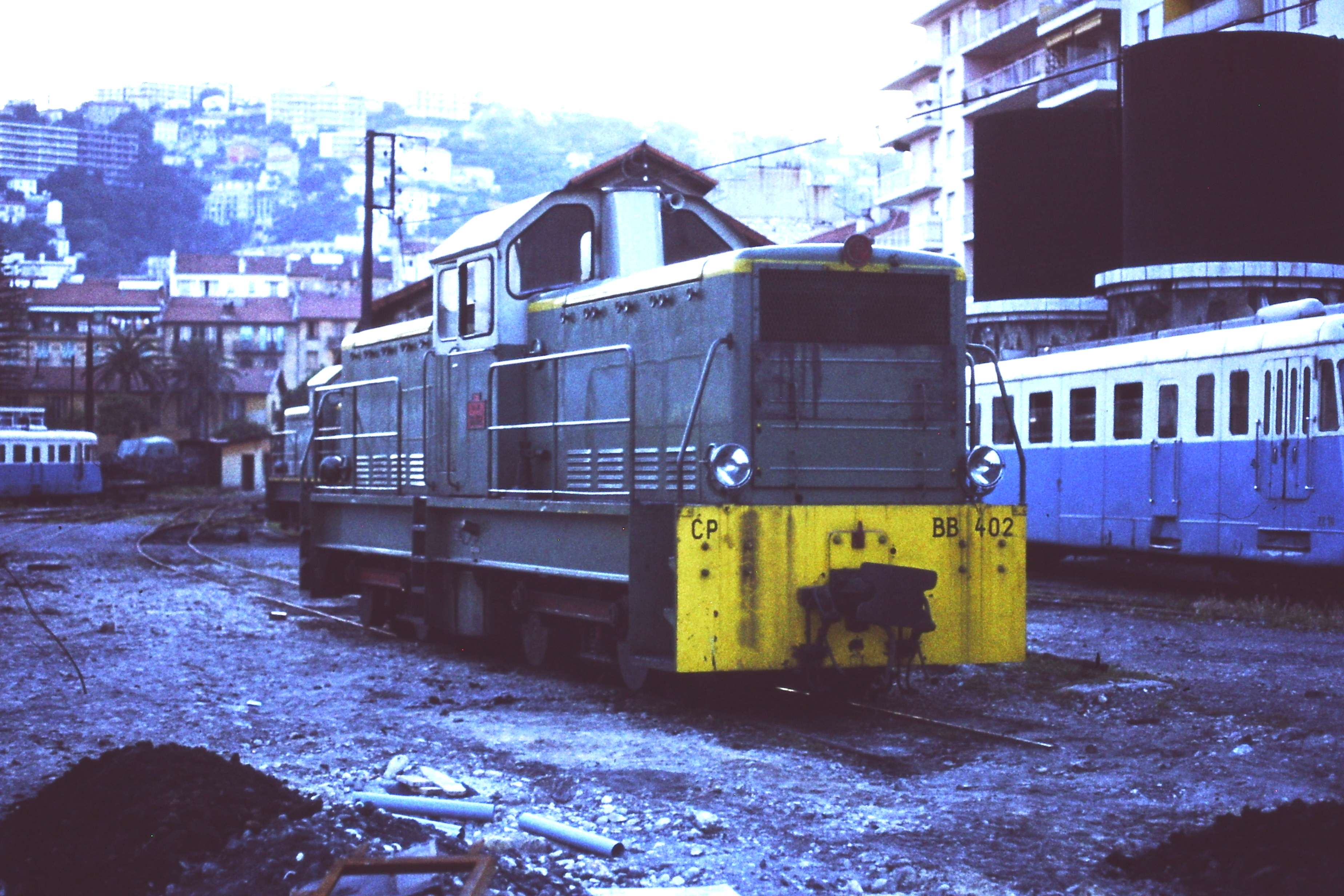
BB 402 im Bahnhof Nice CP der Bahnstrecke Nizza–Digne-les-Bains, 1976

In der Zeit nach dem Zweiten Weltkrieg wichen die Dampflokomotiven zunehmend Dieselloks und Triebwagen(zügen). Letzte dampfbespannte Züge waren in den späten 1960er Jahren Güterzüge zwischen Brive und Ussel, die von sechsachsigen Tenderlokomotiven des Typs 4-141 TA gezogen wurden. Vor einem Unkrautvernichtungszug kam 1967 auch eine 4-230 G nach Tulle, die im Gegensatz zu den Tenderlokomotiven auf der Drehscheibe gewendet werden musste.
Im Regelspurbereich übernahmen Triebwagen (z. B.  ADX2 und ABJ4 von Renault) mit Bei- und / oder Steuerwagen weitgehend den Personenverkehr. Die Kehrzeit einer RGP-2-Garnitur betrug nur noch drei Minuten gegenüber mindestens zehn Minuten bei lokomotivbespannten Zügen. Vor letzteren kamen Diesellokomotiven der Baureihen BB 67000, A1AA1A 68000 und CC 72000 zum Einsatz. Heute verkehren auf der 93,4 km langen Relation Brive–Tulle–Ussel Wende- und Triebzüge des Transport express régional (TER) Nouvelle-Aquitaine, die teilweise über Brive hinaus bis Bordeaux-Saint-Jean oder Périgueux durchgebunden werden.
Bei der Schmalspurbahn wurden ab den 1930er Jahren im Personenverkehr fast ausschließlich Dieseltriebwagen eingesetzt, im Güterverkehr gab es Dampfbetrieb aber bis zu dessen Einstellung. Die Triebwagen stammten von den Herstellern Établissements Billard und SCF Verney, sie verkehrten auch mit Beiwagen oder in Mehrfachtraktion. Für den Güterverkehr und zum Verschub wurden 1962 zwei vierachsige Diesellokomotiven der Baureihe BB 400 (BB 401 und BB 402) beschafft. Die bei Brissonneau et Lotz gebauten Maschinen zogen auch das tägliche Güterzugpaar mit Personenbeförderung zwischen Tulle und Argentat und kamen später zu den Chemins de fer de Provence (CP).